# Asociaciones deportivas de jóvenes católicos de la Argelia francesa
Las Asociaciones deportivas de jóvenes católicos de la Argelia francesa (en francés: patronages de l'Algérie française) aparecieron por primera vez en las principales ciudades del norte de Argelia en el comienzo del siglo XX y fueron principalmente reservados para la juventud Europea. Para el inicio de la Primera Guerra Mundial, algunas de las asociaciones se habían unido a la Fédération internationale catholique d'éducation physique et deportivo, con organizaciones de mujeres rápidamente haciendo lo propio y uniéndose al Rayón deportivo féminin – una organización deportiva de mujeres católicas francesas. En contraste con la situación en el Norte, la difusión del deporte a través de las regiones del sur de Argelia, bajo los auspicios de los Padres Blancos (Pères Blancs), predominantemente implicaron a las poblaciones indígenas.

## Las asociaciones juveniles masculinas

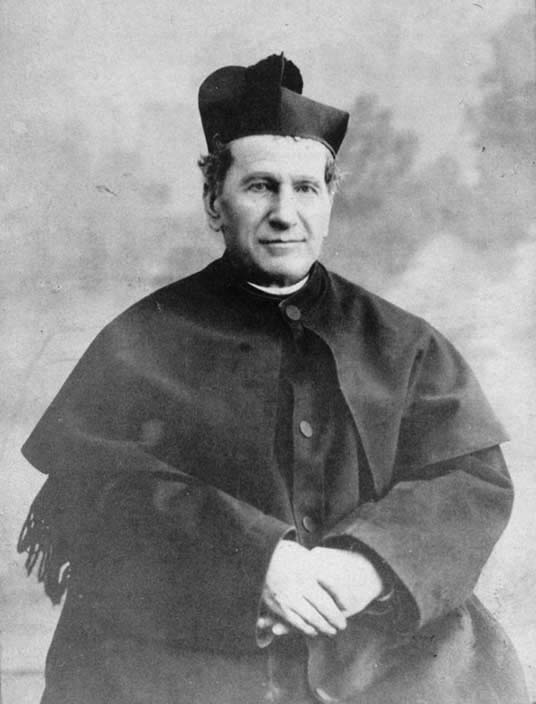
Giovanni Melchor Bosco, conocido como San Juan Bosco, mejor conocido bajo el alias de Don Bosco, fotografiado por Carlo Felice Deasti, en Turín, en 1887.

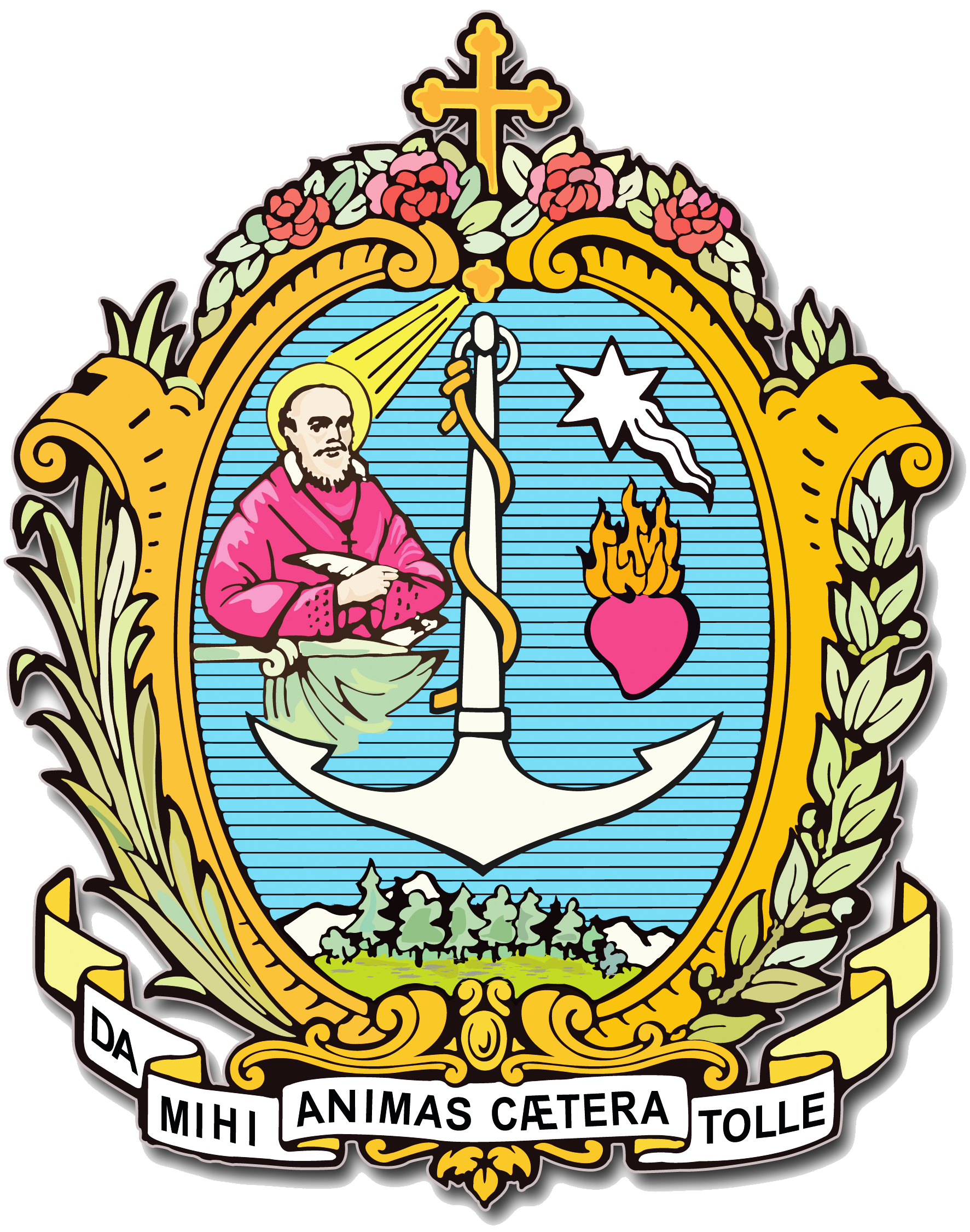
Escudo de armas de los Salesianos, refiriéndose a San Juan Bosco.

Las primeras asociaciones deportivas de la juventud católica que se establecion en Argel en 1913, a saber fueron: Santa Cruz (que ya estaba involucrada con los jóvenes de la clase obrera), San José Hussein Dey, y l'Avenir d'El Biar. Estas asociaciones fueron creadas a través de una iniciativa de los Salesianos de Don Bosco y de la Congregación del Sagrado Corazón de Jesús y asistía principalmente a los jóvenes de origen europeo. De inmediato se afiliaron a la Fédération gymnastique et sportive des patronages de France (FGSPF), y su enfoque, como con las asociaciones en Francia, fue la disposición de la moral, instrucción y entrenamiento militar. Estaban organizados en uniones regionales en el que tanto las personas religiosas y seculares, incluyendo a las mujeres, compartían las responsabilidades. La primera unión fue establecida en Orán , en noviembre de 1913 por el Padre Koëger.
El desarrollo de las asociaciones continuó después de la Primera Guerra Mundial: la Unión regional de la provincia d'Alger enumera seis asociaciones en 1924, y posteriormente nueve para 1928. Francia apoyó y supervisó estos acontecimientos, y tras un recurso presentado por Monseñor Auguste-Fernand Leynaud, Arzobispo de Argel, 70 asociaciones deportivas de la juventud católica de varios departamentos franceses – como Bouches-du-Rhône, Alsacia, Sena, Ródano, Landas, y Maine et Loire – llevó 3000 gimnastas y 500 músicos por todo el Mediterráneo para participar en una gran competición de los miembros de la federación de asociaciones. La competencia fue organizada para conmemorar el centenario de la Argelia francesa y se celebró el 14 de junio de 1930. Tres botes especialmente arreglados partieron de Marsella: el Lamoricière, el duc d''Aumale, y la Espagne. A bordo, el equipo ejecutivo se componía de François Hebrard (un profesor de derecho y líder burócrata de deportes francés), Armand Thibaudeau (una líder de la juventud de la asociación deportiva católica que jugó un papel importante en el desarrollo del baloncesto en Francia), y el Sr. Simounet, que era el representante oficial de la subsecretaria de Estado para Educación Física. Avant-Garde de Saint-Denis fue el equipo de la competencia y Robert Herold, fue el campeón individual.
La competencia fue seguida por una recepción ofrecida por el Gobernador General, Pierre-Louis Borde. Dos coronas también se establecieron en un monumento conmemorativo de la guerra, uno por la FGSPF, y el otro por una organización católica de Alsacia que habían traído 11 organizaciones a la competencia. Un viaje a Sidi-Ferruch fue el siguiente paso, donde Monseñor Auguste-Fernand Leynaud puso la primera piedra para la iglesia de la ciudad; dos trenes especiales y 18 autobuses fueron utilizados para la ocasión.
Alger añadido una asociación más en 1931, y luego, en 1932, los Espartanos de Eckmülh, Orán, fueron creados por el Padre Bailly, que tenía conexiones con la asociación de jóvenes de Don Bosco, fundada en enero de 1893, por los Salesianos. Los Espartanos pronto se convirtieron en el mayor club de baloncesto en Argelia, con algunos de sus jugadores seleccionados para el equipo nacional francés. En 1936, el equipo del Padre Bailly ganó todos los títulos en la región Orán, siendo el primer equipo en convertirse en campeones de Argelia.
Después de la Segunda Guerra Mundial, y como de campeones de África del Norte 1948-49, los Espartanos vencieron al equipo de los militares franceses por 22 puntos. En 1949 ganaron el campeonato francés de campeones, Villeurbanne, y se coronaron campeones de la Unión francesa el 11 de junio de 1949; Orán se convirtió en la capital del baloncesto del Norte de África como consecuencia de ello. Después de la Independencia de Argelia los Espartanos continuaron su participación en baloncesto y gimnasia.
Algunas de las asociaciones Argelinas se adelantaron a su tiempo. En 1931, la asociación de San Felipe de Argel, fundada en 1922 y en el que el deporte, como la gimnasia, y el entrenamiento militar tuvieron lugar, comenzaron a permitir la incorporación de las mujeres, incluyendo dentro de su administración. Sin embargo, los miembros tenían que ser mayores de edad, tener la nacionalidad francesa, y estar habilitados para el ejercicio de sus derechos civiles y políticos.
El Olympique de du Petit Séminaire (OPS) fue la última asociación deportiva de la juventud católica creada en Argelia y fue fundada durante la insurgencia. Todos los responsables de la OPS pertenecían a la élite social, y uno de ellos era un miembro del Clero. Además de la enseñanza de la gimnasia y proporcionar entrenamiento militar (incluida la capacitación en el uso de rifles), la asociación animaba a la práctica de otros deportes. También alentó al coro de canto, así como la organización de sesiones recreativas y campamentos de vacaciones. Los estatutos de la asociación no permitían el ingreso de extranjeros.
El 27 de enero de 1963, durante el año siguiente a la independencia de Argelia, los estatutos de la OPS fueron cambiados: el entrenamiento militar fue finalizado y la asociación cambió su nombre por el de Olympique de Saint-Eugène (OSE), poniendo menos énfasis en la religión; los miembros continuaron sin embargo siendo solo nacionales franceses. El OSE finalmente dejó de existir en 1967. Antes de esto, el 1 de julio de 1962, durante los campeonatos de gimnasia y música de la Féderation Deportiva de Francia (FSF) en Troy, un joven gimnasta y abogado que representaba a los sindicatos de Argelia, Olivier Gilbert, había regresado la bandera de las asociaciones juveniles de Argelia al presidente de la FSF.

## Mujeres deportistas

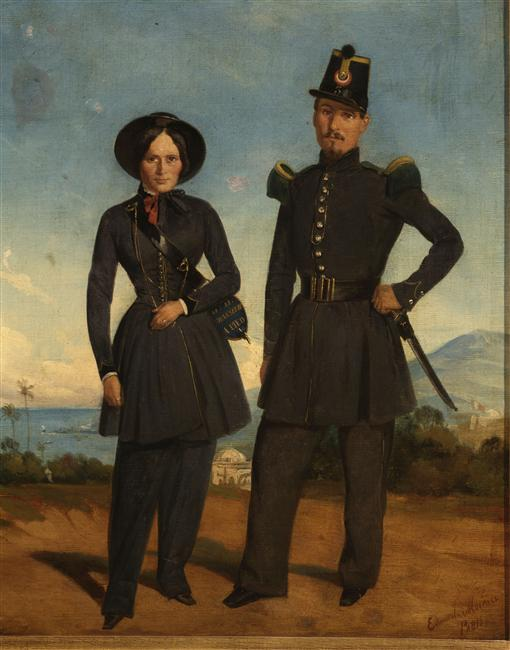
La pintura de Edouard Moreau (1825-1878): una mujer soldado del ejército francés de pie al lado de un miembro de la infantería en Argelia, 1845.

Las mujeres miembros de la jerarquía religiosa fueron las responsables de la creación de las asociaciones deportivas de mujeres católicas en Argelia después de la Primera Guerra Mundial; Las Libélulas del Reducto, de Birmandreis, fue fundada en 1926 por ejemplo. Sin embargo, la propagación de estas asociaciones, principalmente tuvo lugar justo antes de la Segunda Guerra Mundial: las Mouettes Oranaises se fundaó en Orán en 1938, luego las Hirondelles de la catedral de Notre Dame d'Afrique, las Mouettes, las Mimosas du champ de maniobra, las Margaritas de Mustapha, las Capucines de Belcourt, las Glycines de Mustapha, las Coquelicots de Mustapha, las Rayon Sportif féminin algérien de argelia, las Bleuets d'Alger, las Boutons d'Or de Kouba, las Bruyères d'Hussein Dey y las ciclámenes de Bab El Oued , se fundaron en Argel al año siguiente.

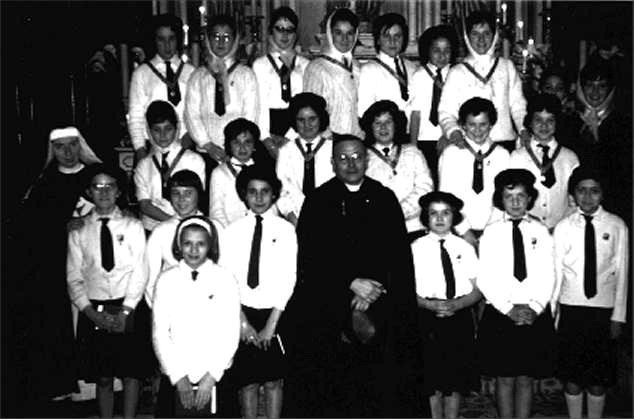
Un coro de la asociacións de jóvenes mujeres católicas en la Mascara, Argelia, en una recepción de la ceremonia de los jóvenes cadetes de la escuela de hermanas Trinitarias: una orden religiosa católica fundada en 1194 en Cerfroid, Francia por dos Santos franceses, Juan de Mata y San Félix de Valois. Esta foto es de fecha 8 de diciembre de 1961.

Todas estas asociaciones estaban afiliadas con la Rayón deportivo féminin, fundada en 1919 por las Hijas de la Caridad de San Vicente de Paul. El comité regional en el extranjero del Rayón deportivo féminin fue creado en 1937, bajo la iniciativa de Marie-Thérèse Eyquem. Además de la gimnasia, los deportes que se practicaban incluían el baloncesto, voleibol, torneos de balón, natación, piragüismo y ciclismo. En cada diócesis, el capellán proporcionaba a los instructores con formación espiritual – que seguía siendo una prerrogativa del clero y de los directores de las asociaciones. El Rayón deportivo féminin insistió en que los líderes e instructores fuesen católicos practicantes:

no se trata de traerlos a la iglesia; se trata de llevar la iglesia a sus vidas.

Como las asociaciones masculinas, las uniones regionales de la RSF organizaban grandes competiciones. Estas fueron colocadas bajo la autoridad del más alto rango de los oficiales de la colonia. Una oración a Juana de Arco fue ofrecida en las competiciones, junto con una ceremonia de izado de bandera. Las uniones regionales también proporcionaban sesiones de entrenamiento nivel de la diócesis para los líderes de la asociación, apoyando y supervisando a través del marco de gestión basado en Francia. Fue en este contexto durante una misión a Argel, en el otoño de 1942, que Eugenia Duisit, Secretario General Adjunto de la FGSPF, el organismo con autoridad para la zona libre de Francia de la época, se unió a las Fuerzas de la Francia Libre.
Mujeres musulmanas participaron en las asociaciones minoritariamente, a pesar de que aumentó con la guerra de la independencia. Ejemplos notables de aquellas que sí participaron son: Nini Derdéche Philippeville, la corredora francesa de 1956, y Lila Khelif de Argel, Argelia campeona júnior de los 800 metros, lanzamiento de bala y jabalina de 1956. Las asociaciones deportivas católicas juveniles, que por tanto tiempo habían sido la reserva exclusiva de los europeos, sin embargo en gran parte dejaron de existir con la llegada de la independencia de Argelia.

## Territorios del Sur

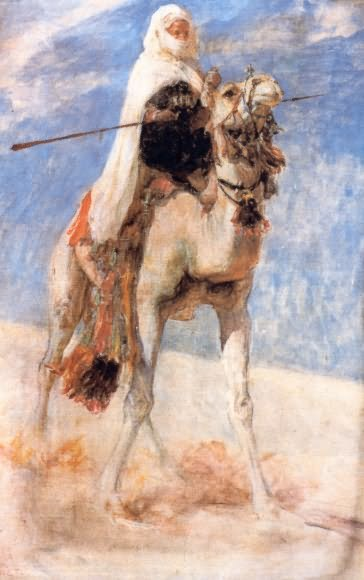
Méhariste, en su méhari, pintado alrededor de 1887: oil on canvas por Étienne Dinet (1861–1929).

A pesar de que el norte de Argelia fue dividido en tres departamentos franceses Argelinos desde 1902 (Argel, Orán y Constantina), el Sur de Argelia fue dividido en cuatro áreas militarmente administradas (Ghardaïa, Ain Sefra, Touggourt, y Oasis (cuya sede estaba en Adrar);  hasta que el estatuto del 20 de septiembre de 1947 dio estas áreas también el estatus departamento. Hasta ese momento, la Legión Extranjera francesa, los batallones de África y el Sahara Méharistes (una especie de caballería francés, pero con camellos en lugar de caballos) había sido responsable de la introducción de la participación deportiva del Sur: ellos tenían a los indígenas para construir pistas de tenis, adicionales a los ya existentes en los grandes hoteles. Esto, sin embargo, solamente había contribuido a un grado limitado de la difusión del deporte entre la población indígena. Esto se debió principalmente a otra institución, que a menudo tenía una estrecha y complementaria relación con los militares, para lograrlo en una escala significativa.

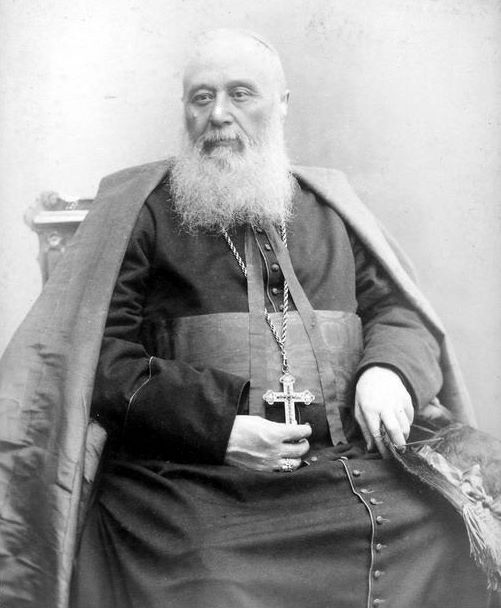
Cardenal Charles Martial Lavigerie (1825–1892), de la Arquidiócesis de Argelia y fundador de la orden de los padres blancos – oficialmente: Misionarios de África – la cual fue iniciada en 1868, en Maison-Carrée, actual El Harrach, Argelia. Esta fotografía fue tomada por Albert Capelle, en París, France, 1882.

El cardenal Carlos Marcial Lavigerie, profesor de historia eclesiástica en la Sorbona de 1854 a 1856, entonces obispo de Nancy, en 1863, fue nombrado Obispo de Argel, en 1867.. Su excelente manejo del brote de cólera que ocurrió allí le valió una gran popularidad entre la población musulmana. Nombrado Primado de África y edelegado apostólico para el Sahara y el Sudán por Pío IX en 1884, fundó la Sociedad Misionera de los Padres Blancos para trabajar con las tribus de M'zab. Cuidaban a los enfermos, evangelizaban, y escolarizaban a los niños.  Los miembros de la jerarquía religiosa, junto con los militares, rápidamente comenzaron a organizar carreras méhari, un tipo de camello (Méhara era originalmente un singular masculino usado en el norte de África para referirse a los camellos dromedarios. Adquirió este sentido moderno de la forma singular méhari), En 1890 Monseñor Lavigerie estableció la carrera de larga distancia anual Touggourt-Biskra: de 220 km y un primer premio de 1000 francos. Su éxito continuo, en 1934, llevó a la regulación del gobierno de los juegos de azar relacionados con el evento: 

desde el 31 de marzo de 1898, las normas aplicables a las carreras de caballos en Argelia, serán aplicadas, tanto como no contravengan en leyes existentes, a las carreras de camellos in so far as they do not contravene existing laws, to racing involving donkeys or camels.

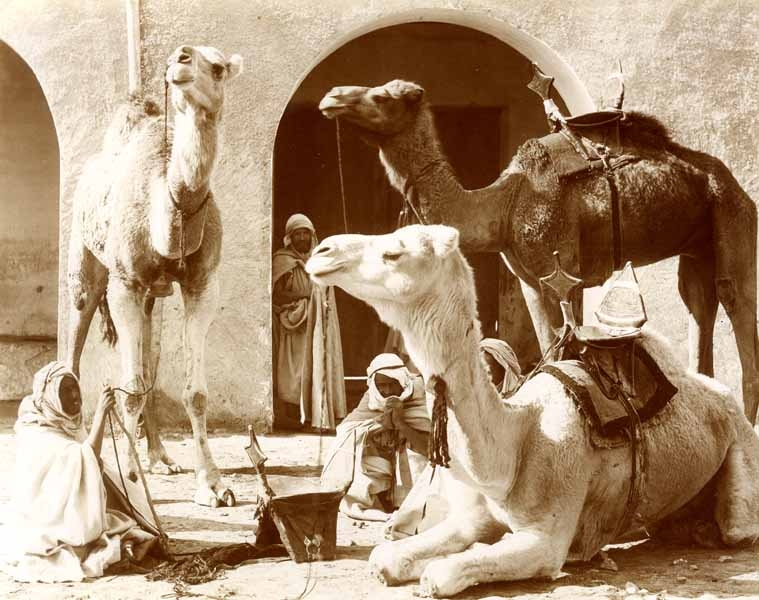
Méhari, fotografiado por Auguste Maure, en Biskra, 1880.

Como fue el caso en las ciudades del norte, el deporte tradicional fue desarrollado significativamente en el Sur – desde un punto de vista institucional – entre las dos guerras mundiales. En 1928, la Unión deportiva et de preparación militaire de Laghouat (Deportes y Entrenamiento Militar de la Unión de Laghouat) trató de unificar las secciones en francés, judío y árabe de la comunidad local. Entre los doce miembros de la junta de directores estaban cuatro musulmanes. El entrenamiento militar fue detenido después de 1941, y la institución se convirtió en la Unión deportiva de Laghouat (USL), (en españols: Unión  Atlética de Laghouat).
La Sociedad deportiva saharienne (SSS), (en español:Subsahariana Asociación de Deportes) fue incluida en el Journal officiel de l'Algérie (Gaceta Oficial de Argelia), el 15 de noviembre de 1938. Su presidente fue Apo. Lethielleux, un superior dentro de los Padres Blancos. La asociación tenía dos equipos de baloncesto, dos equipos de fútbol, y 40 alumnos entre los 10 y 15 años de edad).
Pero los problemas imprevistos llegaron. La asociación de la Vie au Grand Air en Geryville (ahora El Bayadh), que ofrecía atletismo, fútbol y baloncesto, tenía tres musulmanes entre sus 11 miembros de la junta directiva. Pero compartir el poder tuvo un resultado problemático, y otras dos asociaciones se formaron en 1939:  l'Union sportive geryvilloise (Unión Atlético Geryville), dirigida por el Agha Si Larbi Ben Din, jefe de la zaouïa de la Oualed Sidi Cheikh y Caballero de la Legión de Honor, y la plaza de l'Étoile du sud bajo el liderazgo de los Padres Blancos. La legislación introducida por el régimen de Vichy, sin embargo, condujo a la disolución de estas asociaciones, el 1 de marzo de 1941, y el re-establecimiento de una única asociación: el Stade Gérivyllois (Estadio Gerivylle ), con el superior de los Padres Blancos continuando como vicepresidente.
Debido a los esfuerzos de los Padres Blancos y los militares, los saharauis del Sur también comenzaron a participar en el deporte organizado, pese a que había sido establecido principalmente para los europeos en las ciudades del norte. La población asentada ganó el acceso a participar en los deportes, principalmente el fútbol y las autoridades oficiales debidamente organizaron y gestionaron las tradicionales actividades físicas de los nómadas Beduinos.